# HMS Öregrund (V05)
HMS Öregrund (V05) var en svensk motortorpedbåt med nummer (T47) men som byggdes om till vedettbåt mellan åren 1982–1983 och fick då namnet Öregrund. Hon byggdes ursprungligen av Kockums och togs i bruk år 1958. Togs ur tjänst 1994 och användes som brandövningsobjekt på Muskö tills hon höggs upp i december 2002.